# 田县神社前站
田县神社前站（日语：／ Tagata-jinja-mae eki */?），是一個位於愛知縣小牧市大字久保一色，屬於名古屋鐵道小牧線的鐵路車站。車站編號為KM03。在現行的時間表編排下，絕大部份列車均安排在此站交換路段。

## 車站結構
共有單層水泥建成的站舍2座，每邊月台各設1個，均設於月台末端向樂田方向。其中往犬山方向的站舍設有站務員室，往上飯田及平安通方向的站舍則為簡易站舍模式，只設有閘機及售票機，不設站員。
設有側式月台2座，有效長度為4輛，為列車可交換車站。出入口與各自站舍相連，皆採用無障礙斜道。過往曾經出現同方向的列車於不同月台停靠的情況，但現時已全統一月台方向。車站內的路軌配置採用「直入側出」的設計，兩邊方向列車從主路軌直線駛入月台，但離站時卻轉至對方原來的路軌。
由於兩邊月台並不相連，只能依靠站外的平交道通往另一個月台。

## 月台配置
| 月台 | 路線   | 方向 | 目的地           |
| ---- | ------ | ---- | ---------------- |
| 1    | 小牧線 | 下行 | 往犬山           |
| 2    | 小牧線 | 上行 | 小牧、平安通方向 |

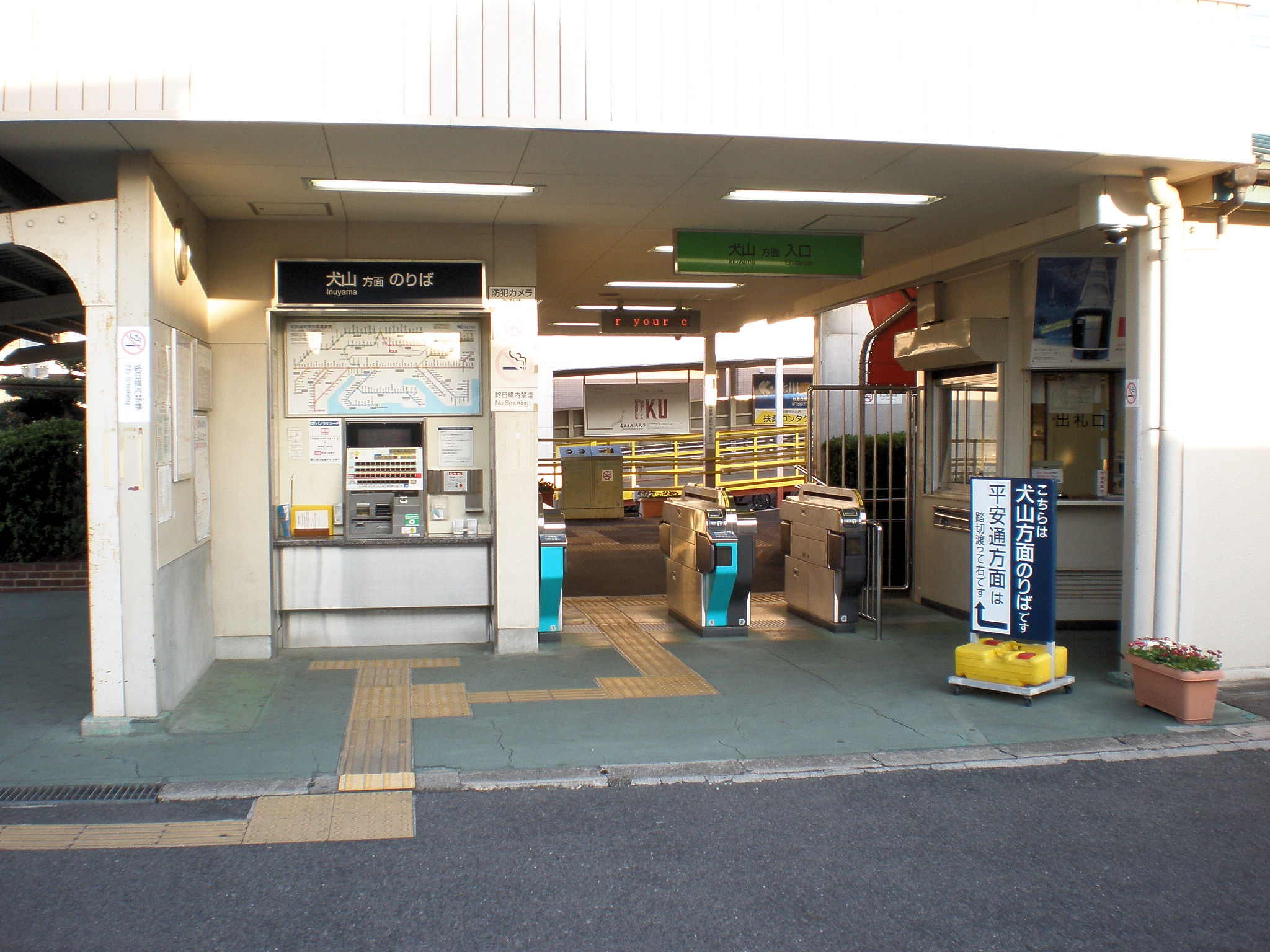
閘口（犬山站方向）
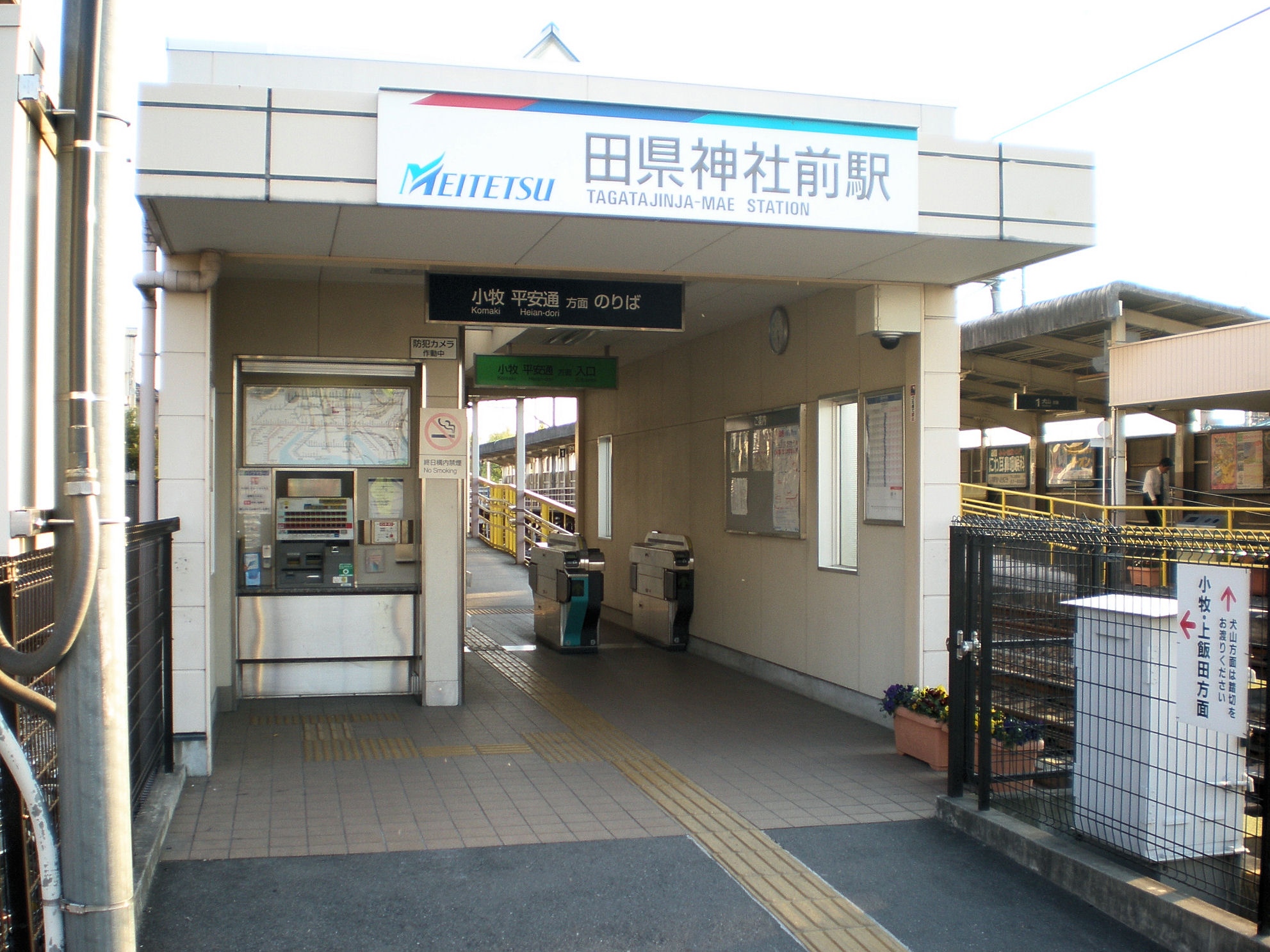
站舍（小牧站方向）
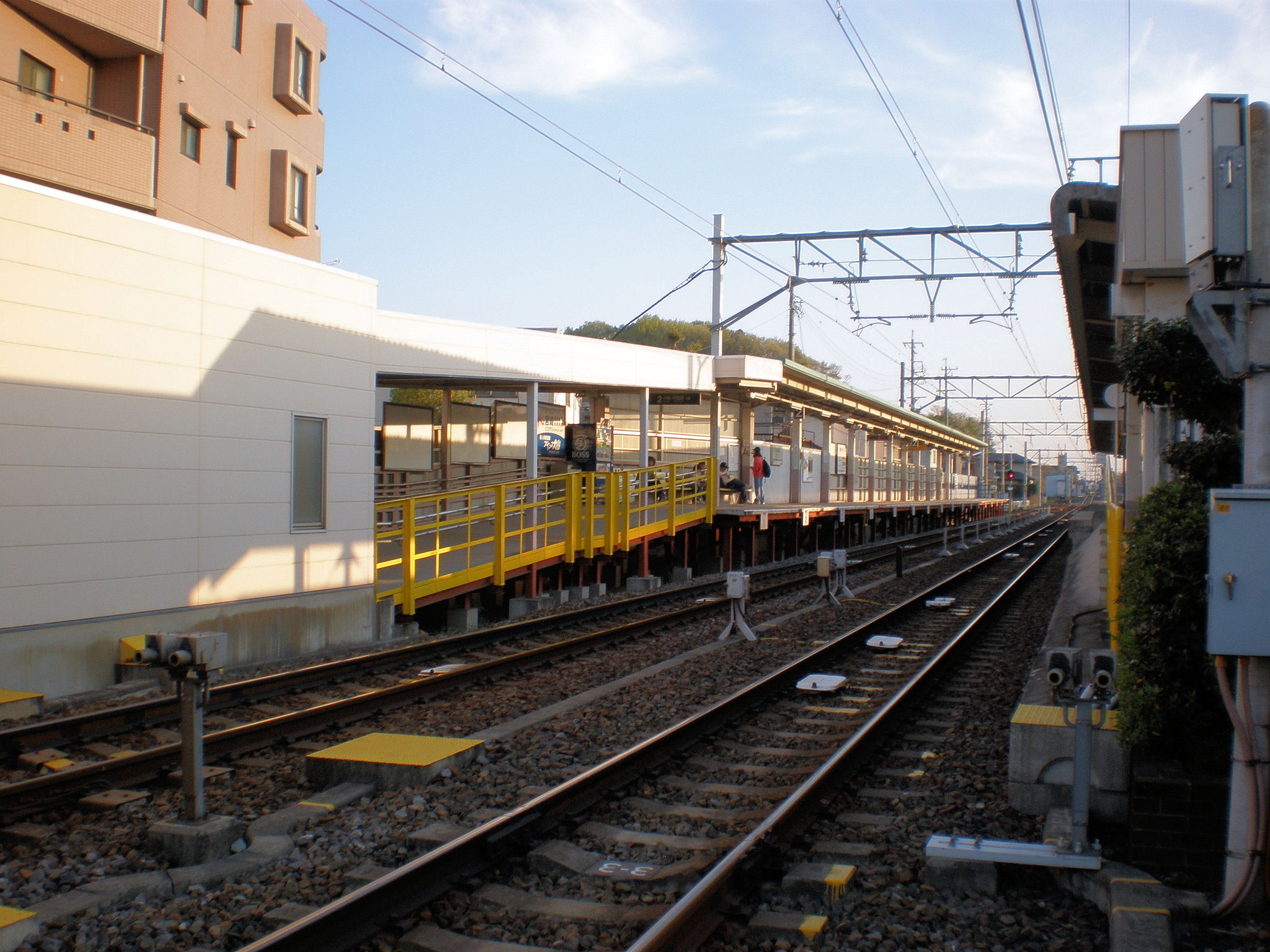
月台（小牧站方向）

### 配置圖
| ← 犬山方向      | 田縣神社前站 構內配線略圖 | → 小牧、 上飯田方向 |
| 图例 参考文献： |                           |                     |

## 历史
- 1931年4月29日：開業，最初站名為「久保一色站」。
- 1944年：車站休止。
- 1965年3月10日：重新營業，改稱為「田县神社前站」。
- 2002年3月：月台改建為2個侧式站台。
- 2011年2月11日：可以使用manaca公交IC卡
- 2012年2月29日：停止使用Tranpass公交IC卡

## 使用情況
| 年度 | 1日平均乗車人數 | 1日平均乗降人數 |
| ---- | --------------- | --------------- |
| 2007 | 2,274           | 4,533           |
| 2088 | 2,379           | 4,745           |
| 2009 | 2,134           | 4,260           |
| 2010 | ---             | ---             |
| 2011 | ---             | ---             |
| 2012 | ---             | ---             |
| 2013 | 2,036           | 4,058           |

附近設有名古屋經濟大學、縣立小牧工業高等學校等學校，因此乘客亦以學生為主。2009年度，本站的使用人數在小牧線全線14站中排第4，2013年度更躍升至第2，全年總乘降人數為1,481,239人，乘車人數為743,122人，僅次於小牧站。然而2013年的整體人數卻比2009年為少。

## 相鄰車站
名古屋鐵道
 小牧線
味岡（KM04）－田縣神社前（KM03）－樂田（KM02）

## 外部連結
- 田縣神社前 - 名古屋鐵道